# Narcissus papyraceus
Narcissus papyraceus Ker Gawl. è una pianta della famiglia delle Amarillidacee.